# Bruno Cormier
Pour les articles homonymes, voir Cormier (homonymie).
Bruno Cormier (Laurierville, 14 novembre 1919 - Montréal, 17 juin 1991) est un psychanalyste et psychiatre québécois.
Il est l'un des signataires du Refus global, un manifeste artistique publié en 1948, avec l'appui de quinze cosignataires, dont les peintres Jean-Paul Riopelle, Pierre Gauvreau, Marcel Barbeau et Marcelle Ferron et l'écrivain et poète Claude Gauvreau.

## Biographie
Il rencontre Paul-Émile Borduas en 1941 lors d'une exposition de travaux d'étudiants du Collège Sainte-Marie de Montréal.
Il étudie la médecine à l'Université de Montréal de 1942 à 1948 et la psychiatrie à l'Université McGill de 1948 à 1953.
Signataire du manifeste Refus global, il participe de plus au recueil en faisant paraître son analyse, « L'œuvre picturale est une expérience » dans laquelle il fait un survol de l'histoire de l'art, de ses représentations réalistes et abstraites.
Ami de Pierre Gauvreau et de Françoise Sullivan, il a aussi écrit des poèmes et des pièces de théâtre au début de l'automatisme.
En 1962, le ministère de la Santé du Québec forme un comité constitué entre autres par Bruno M. Cormier pour concevoir un hôpital moderne afin que les traitements soient adaptés aux besoins de la clientèle plus dangereuse, dans un environnement approprié. À partir de 1964, avec la création de la Corporation de l'Institut Philippe-Pinel, architectes, ingénieurs, psychiatres et spécialistes de la sécurité mettent leurs ressources en commun pour doter le réseau de la santé d'un hôpital à la vision novatrice. L'Institut Philippe-Pinel de Montréal voit le jour en 1970, après cinq années de construction.
Il fut un expert mondial en psychologie criminelle, cherchant à améliorer le sort de criminels atteint d'une affection mentale. Il est un des fondateurs de l'Institut Philippe-Pinel. Il a également dirigé jusqu'en 1987 la clinique de psychiatrie légale de l'Université McGill.